# 祝福祖国
祝福祖国由清风作词、孟庆云作曲，是1999年为纪念中华人民共和国成立五十週年而作的歌曲，原唱者为汤灿。该歌曲与《我爱你，中国》调式相类，並从山川风物和情感思想等方面颂赞对国家的热爱。在庆祝人民政协成立50周年文艺晚会《大道行》上，歌唱家阎维文演唱此歌曲；在中国中央电视台《江山如此多娇》庆祝中华人民共和国成立50周年大型文艺晚会上，汤灿与吴雁泽亦演唱了此歌曲。
《祝福祖国》在建国五十周年徵歌比赛中获得优秀奖。2009年，位列中宣部、中央文明办等十部委推荐的100首爱国歌曲名单中。

## 相关链接
- 歌唱祖国
- 共和国之恋